# تپه قوش عبدالله
تپه قوش عبدالله مربوط به سدهٔ ۵ تا ۸ ه.ق است و در شهرستان سرخس، بخش مرکزی، روستای قوش علیجان واقع شده و این اثر در تاریخ ۱۶ شهریور ۱۳۸۳ با شمارهٔ ثبت ۱۱۱۳۵ به‌عنوان یکی از آثار ملی ایران به ثبت رسیده است.